# Brulot

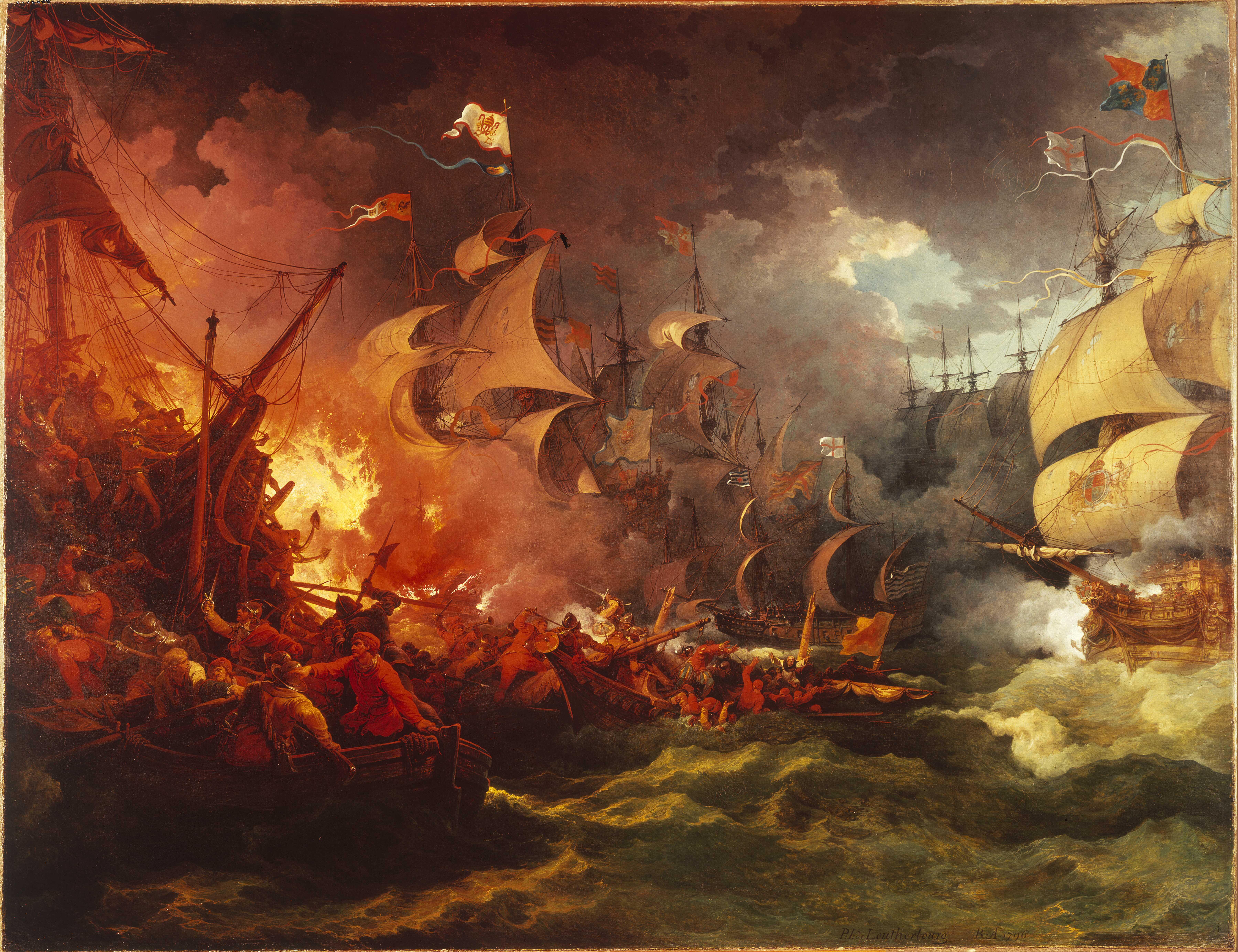
Brulots contra l'Armada Espanyola.

Un brulot (del francès brûlot) és una embarcació carregada de materials explosius, combustibles i inflamables com ara pólvora o foc grec, i dotada de ganxos als penols de les seves vergues i del bauprès. Es destinaven a incendiar els vaixells de guerra enemics fondejats o a destruir les obres dels ports i els ponts que creuaven els rius.
Algunes vegades hom deixava el brulot abandonat al corrent o a l'impuls dels vents adequats, i unes altres vegades s'intentava acostar-se a l'objectiu durant la nit. Després de quedar ben adherit mitjançant els ganxos d'abordatge, se li calava foc i els tripulants l'abandonaven llançant-lo contra els bucs enemics perquè s'enganxessin a ells i s'incendiessin.
Generalment els vaixells vells es convertien en brulots, després de retirar allò que pogués tenir valor i que quedés poc més que un buc amb arboradura.
Va ser important la seva aplicació en el setge d'Anvers (1584–1585) per Alexandre Farnese, quan l'enginyer Gianibelli els va utilitzar per intentar destruir el pont de barques construït pels espanyols sobre el riu Escalda.
Van ser molt utilitzats als segles xvi i xvii, però el seu origen es remunta a l'Antiguitat clàssica. Hom creu que els tiris van usar aquesta classe d'embarcacions contra Alexandre el Gran i per la flota cartaginesa contra l'armada romana